# كاثرين غريس غودوين
كاثرين غريس غودوين (بالإنجليزية: Catherine Grace Godwin)‏ (1798، غلاسكو في المملكة المتحدة - 1845 في المملكة المتحدة)؛ رسامة، كاتِبة وشاعرة بريطانية.